# Edmund Fanning (navigateur)
Ne doit pas être confondu avec Edmund Fanning.
Pour les articles homonymes, voir Fanning (homonymie).
Edmund Fanning, né à Stonington (colonie du Connecticut) le 16 juillet 1769 et mort à New York le 23 avril 1841, est un navigateur et armateur américain.

## Biographie
Frère de Nathaniel Fanning (en), entré dans la Marine en 1783, il est célèbre pour avoir effectué deux tours du monde. En 1797-1798, il est ainsi aux commandes d'un navire marchand, le Betsey dans les mers du Sud, voyage sur les côtes du Chili, visite les îles Howe, Macauley, Curtis, Matavai en Océanie ainsi que les Marquises et découvre l'île Washington ainsi que l'île Fanning et l'atoll Palmyra. L'île Tabuaeran a ainsi un temps porté son nom.
En tant qu'armateur, il est à l'origine de plus de soixante-dix expéditions dont les voyages de Benjamin Pendleton et de Nathaniel Palmer (1819), de l' Hersilia de Nathaniel Palmer en Géorgie du Sud (1820), ou encore de l' Annawan et du Penguin aux Shetland (1830).

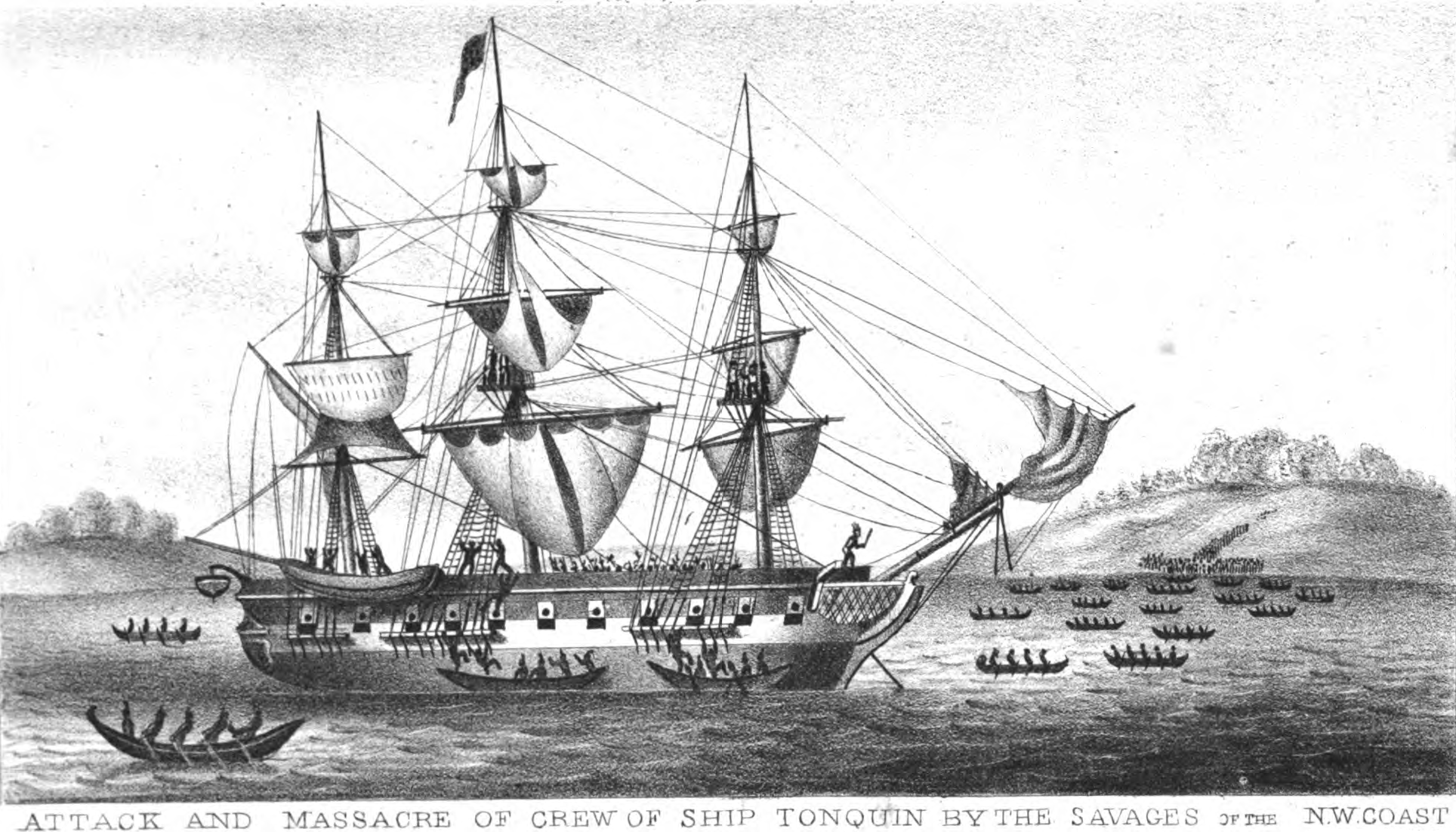
Représentation par Edmund Fanning de l'attaque d'un navire par des « sauvages » le long de l'île de Vancouver en 1807 ou 1811

Il laisse un récit de ses explorations : Voyages autour du Monde, publié en 1833.
Jules Verne le mentionne dans son roman Le Sphinx des glaces (partie 1, chapitre X).

## Hommages
Le cap Fanning en Antarctique et Fanning Ridge en Géorgie du Sud, ont été nommés en son honneur,.